# Pavetta olivaceonigra
Pavetta olivaceonigra är en måreväxtart som beskrevs av Karl Moritz Schumann. Pavetta olivaceonigra ingår i släktet Pavetta och familjen måreväxter. Inga underarter finns listade i Catalogue of Life.